# Gayville (Dakota Południowa)
Gayville – miasto w Stanach Zjednoczonych, w stanie Dakota Południowa, w hrabstwie Yankton.